# Joanna Josephina Antonia van den Bergh en Hohenzollern
Joanna Josephina Antonia van den Bergh en Hohenzollern (kasteel Huis Bergh te 's-Heerenberg, 14 april 1727 — Sigmaringen, 22 februari 1787) was de oudste dochter van Frans Wilhelm van den Bergh-Hohenzollern-Sigmaringen, graaf van den Bergh en heer van Boxmeer en Maria Catherina Truchsess von Waldburg Zeil (1702 - 1739).

## Levensloop
Na haar geboorte kregen haar haar ouders nog twee kinderen, Johan Baptist (1728–1781) en Maria Theresia Leopoldina (1730−1780), stiftsdame in de Abdij van Remiremont in de Vogezen.
Na de brand in Huis Bergh in 1735 verhuisde het gezin naar het kasteel in Boxmeer.
Joanna Josephina Antonia trouwde op 2 maart 1749 in slot Kail met haar volle neef Karel Frederik van Hohenzollern-Sigmaringen (1724-1785).
Vanaf 1757 vertegenwoordigde zij samen met haar man haar kinderloze broer Johan Baptist in het graafschap Bergh  en de heerlijkheid Boxmeer, nadat deze in 1757 opgelicht was vanwege het plegen van twee moorden en vervolgens gevangen zat in Haigerloch tot aan zijn dood. Na het overlijden van Johan Baptist in 1781 vererfden diens bezittingen, waaronder het Land van Bergh op zijn zuster en zwager, waarmee zij graaf en gravin van Bergh en heer en vrouwe van Boxmeer werden.
Op 22 februari 1787 overleed zij te Sigmaringen.

## Huwelijk en kinderen
Uit haar huwelijk met Karel Frederik van Hohenzollern-Sigmaringen zijn de volgende kinderen geboren:
- Frederik (*/† 1750)
- Johan (*/† 1751)
- Anton (*/† 1752)
- Fidelis (1752–1753)
- Maria (1754–1755)
- Joachim (1755–1756)
- Jozef (1758–1759)
- Frans (1761–1762)
- Anton Alois (1762–1831), vorst van Hohenzollern-Sigmaringen
- Carolina (*/† 1763)
- Johanna Francisca (1765–1790)
- Crescentia (1766–1844)